# Катажина Солек
Катажина Солек (пол. Katarzyna Sołek) (6 червня 1984, Ряшів) — польський дипломат. Генеральний консул Республіки Польща у Львові (2019). Генеральний консул Республіки Польща в Одесі (2020—2022).

## Життєпис
Народилася 6 червня 1984 року в місті Ряшів. У 2003 році закінчила середню школу сестер непорочних у Шимануві. Вона є випускницею міжнародних відносин в Університеті Миколи Коперника в Торуні, українознавство та філософію на факультеті східнослов'янської філології в Ягеллонському університеті в Кракові, а також права в Ряшівському університеті та бакалаврської студії «Російська мова та культура» в Ягеллонському університеті. Під час навчання вона кілька разів брала участь у місіях спостереження за виборами в Україні (2004 і 2006 рр.) та в Молдові в складі місії ОБСЄ у 2005 році.
Вона почала працювати в Міністерстві регіонального розвитку на посаді помічника міністра Гражіни Гесічки. У 2009—2016 роках відповідала, зокрема, за співпрацю з Україною в Маршалковському управлінні Підкарпатського воєводства, починаючи з 2013 року, обіймала посаду директора канцелярії правління воєводства. 23 травня 2016 року вона стала заступником генерального консула у Львові.
З 13 липня 2019 по 27 жовтня 2019 року вона виконувала обов'язки генерального консула у Львові.
З 24 лютого 2020 по 2022 Генеральний консул Республіки Польща в Одесі.